# Niedersedlitz
Niedersedlitz ist ein Stadtteil von Dresden in den Stadtbezirken Prohlis und zu einem kleinen Teil Leuben.

## Geschichte

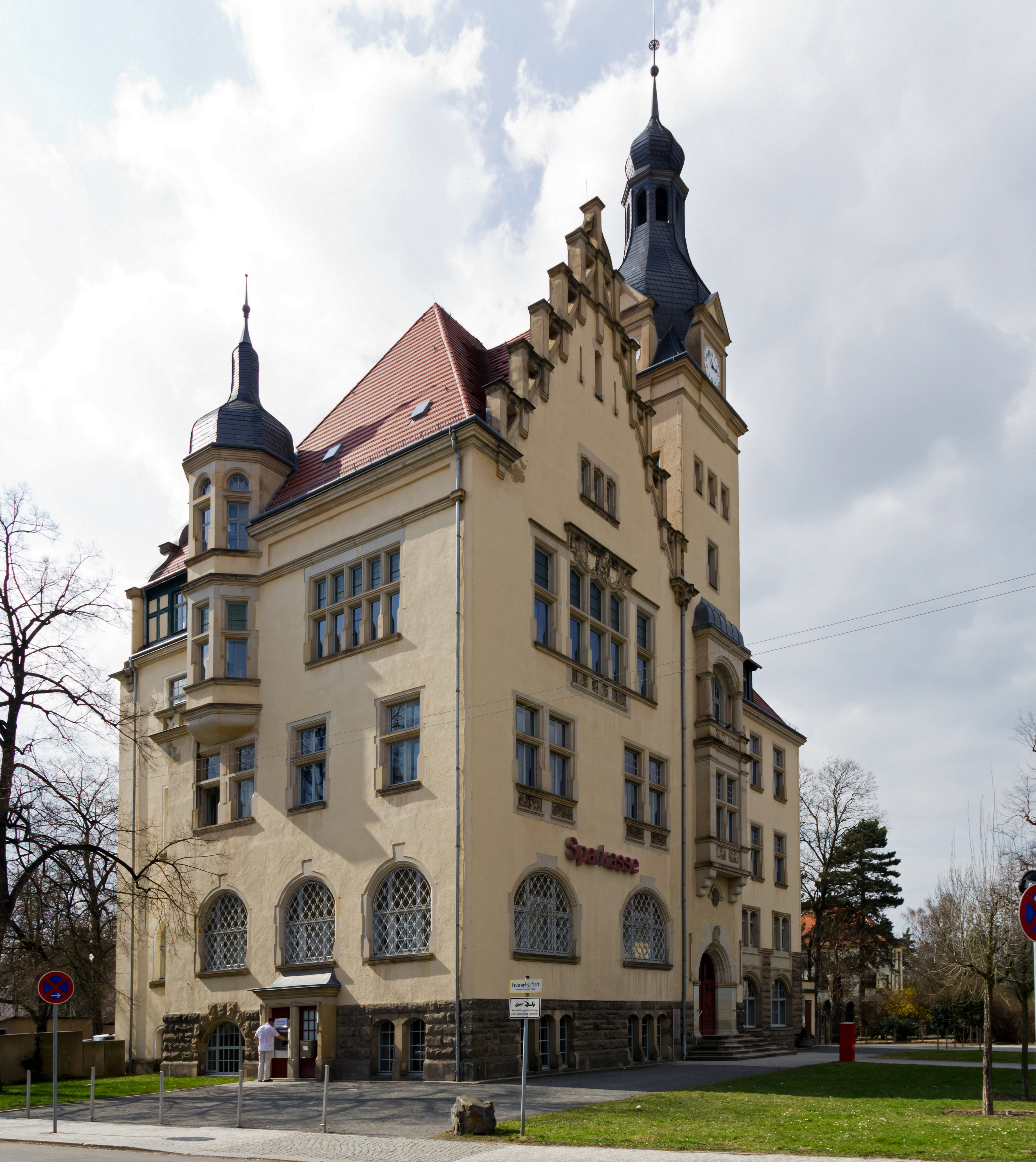
Rathaus Niedersedlitz

Gemarkung Niedersedlitz

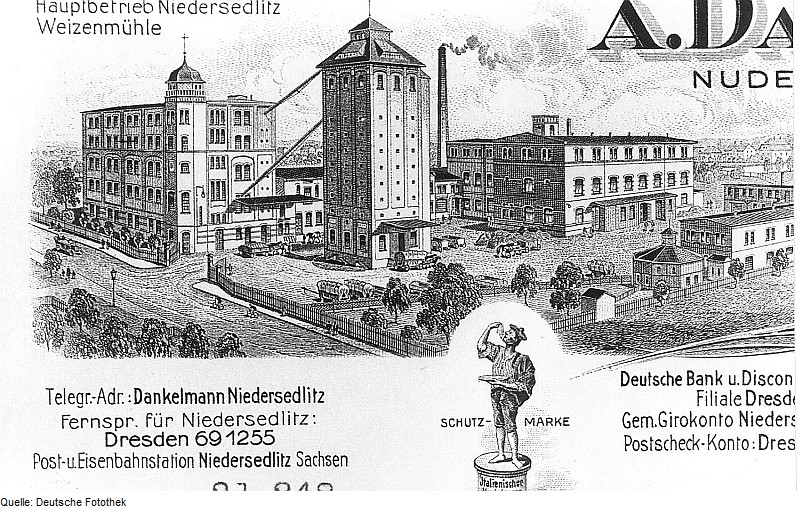
Weizenmühle Dankelmann, einer der frühen Niedersedlitzer Industriebetriebe

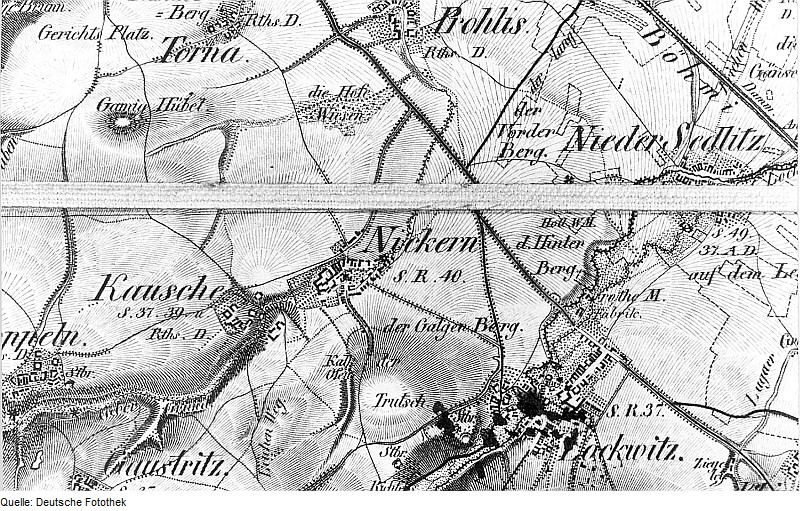
Niedersedlitz und benachbarte Dörfer auf einer Karte aus dem 19. Jahrhundert

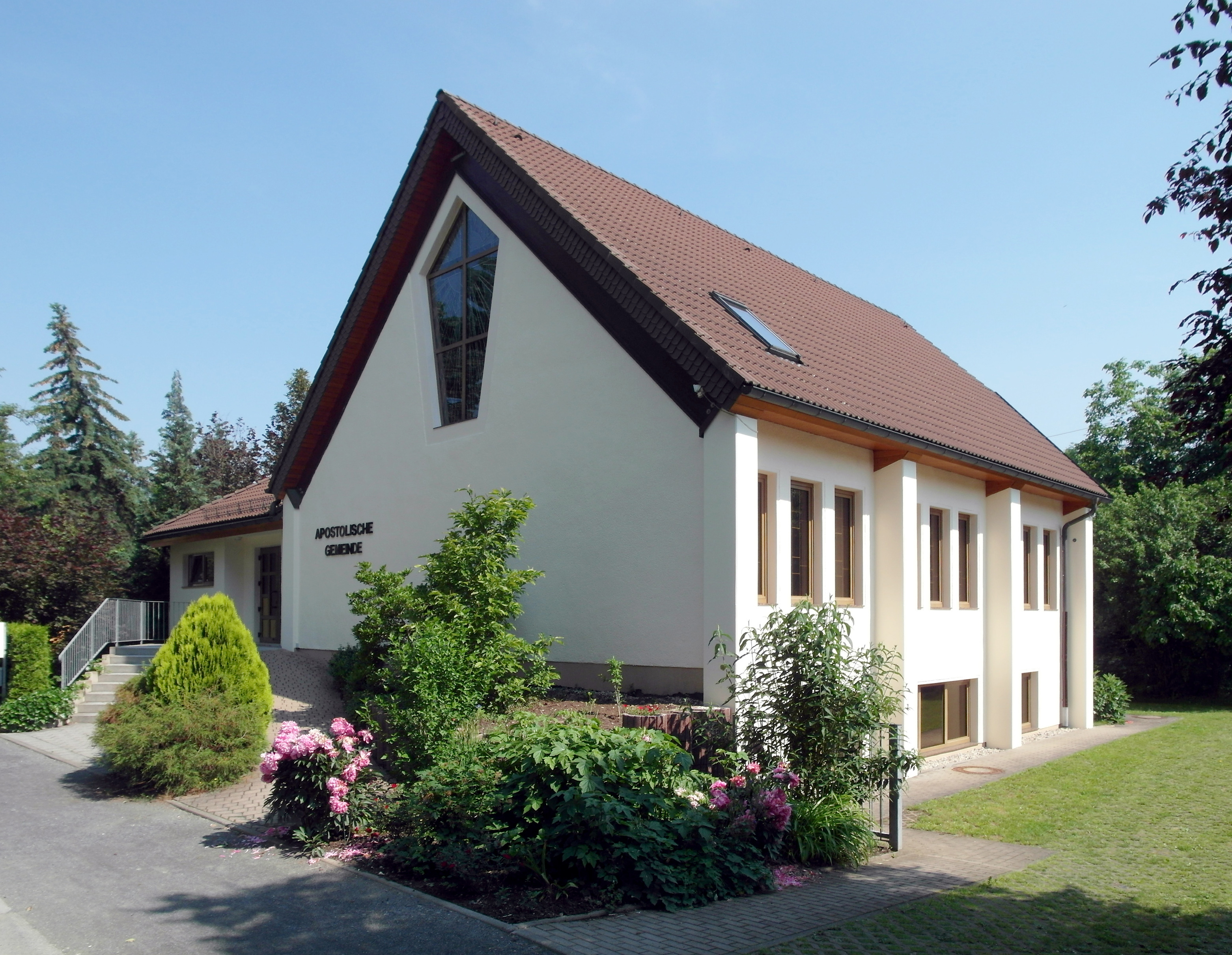
Apostolische Gemeinde Dresden

Seine erstmalige Erwähnung fand Niedersedlitz 1350 als Sedelicz (sedlica = Siedlung). Der Zusatz „Nieder-“ kam erst später hinzu, um das Dorf besser von den einige Kilometer elbaufwärts bei Pirna gelegenen Orten Kleinsedlitz und Großsedlitz (mit dem Barockgarten) unterscheiden zu können. Niedersedlitz gehörte damals den Dohnaer Burggrafen. Der alte Dorfkern war ein gassenartig erweiterter Rundling.
Im Dreißigjährigen Krieg und bei der Schlacht um Dresden 1813 wurde Niedersedlitz fast völlig zerstört. Bis dahin war es ein unbedeutendes Bauerndorf. Ab 1848 erfolgte die Industrialisierung entlang der Sächsisch-Böhmischen Eisenbahn bis Pirna, an der auch Niedersedlitz einen Bahnhof hatte. Mit dem Bau des Güterbahnhofs im Jahr 1871 vollzog sich ein Bedeutungswandel. Es wurden Fabriken entlang der Bahnstrecke gebaut, so 1871 die chemische Fabrik von Otto Kauffmann (tlw. auf der ab 1922 zu Niedersedlitz gehörenden Gemarkung Großluga), die später unter dessen gleichnamigen Sohn vor allem durch ihre keramischen Erzeugnisse bekannt wurde (siehe Einfassung der Bahnsteigaufgänge im Bahnhof Dresden-Neustadt), die 1873 von den Brüdern Pick gegründete Malzfabrik und das 1903 gegründete Sachsenwerk, das aus den 1888 gegründeten, seit 1894 als AG firmierenden und 1901 in Konkurs gegangenen Kummerwerken hervorging.
1872 erhielt Niedersedlitz eine kaiserliche Postexpedition, zunächst III. Klasse, 1897 wurde diese umgewandelt in ein Postamt II. Klasse, ehe schließlich 1902 die Erhebung zum Postamt I. Klasse und der Umzug in das heutige Postgebäude erfolgten.
1875 wurde eine eigene Schule gegründet und 1876 das Schulgebäude eröffnet. Dies erwies sich jedoch bald als zu klein, sodass 1888 ein Neubau eingeweiht wurde, der bis 1910 mehrfach (unter anderem 1901 durch den Bau der Turnhalle) erweitert werden musste.
Am 31. März 1894 wurde die noch heute bestehende Freiwillige Feuerwehr gegründet.
Zur Sicherung der Wasserversorgung bildete Niedersedlitz im Jahr 1900 mit den Gemeinden Lockwitz und Leuben einen Wasserwerksverband.
Diese rasante Entwicklung ließ den Wunsch nach einem eigenen Rathaus entstehen. Ein Jahr nach der Grundsteinlegung fand am 10. Juli 1902 die feierliche Einweihung statt. Architekt war Gustav Hänichen, der auch das Rathaus Leuben und das Rathaus Radebeul erbaut hatte.
Weitere um 1900 erfolgte Industrieansiedlungen (z. B. Bunt- und Luxuspapierfabrik Oswald Enterlein, Rauhkardenhandlung F. W. Jäger und die Kunstanstalt für graphische Erzeugnisse und Buchdruck Krey und Sommerlad) machten es erforderlich, für die bisher ebenerdige Eisenbahn Straßenunterführungen zu bauen, die Eisenbahnstrecke viergleisig auszubauen sowie einen neuen Güterbahnhof anzulegen, der zum Jahresbeginn 1906 eröffnet wurde.
Ebenfalls 1906 wurden die Straßenbahnen nach Kleinzschachwitz und nach Kreischa (Lockwitztalbahn) in Betrieb genommen, nachdem bereits 1899 der Straßenbahnanschluss über die Dresdner Vorortsbahn nach Laubegast erfolgt war.
Seit 1911 gab es eine Zweigstelle der 1856 in Leipzig gegründeten Allgemeinen Deutschen Credit-Anstalt.
Bis zum Ersten Weltkrieg entstanden die Wohnstraßen zwischen dem alten Dorf und der Eisenbahn, baumbestanden, in offener Bauweise mit Vor- und Hausgärten. Baugenossenschaftliche Siedlungen auf freiem Feld sorgten ebenfalls für Wohnraumzuwachs. 1922 wurde Niedersedlitz durch die Eingemeindung von Luga erweitert. Erst am 1. Juli 1950 wurde es mit seinen 8000 Einwohnern nach Dresden eingemeindet. 1957 wurde der heutige Badminton-Verein 57 Niedersedlitz als Sektion Federball der BSG Chemie Niedersedlitz gegründet.
In den 1980er Jahren entstand an der Windmühlenstraße (Zufahrt zur S 172) der sogenannte Neubaukomplex „Sterngebiet“ (zehngeschossige Wohnhäuser im DDR-typischen Plattenbaustil, angeordnet in Y-Form). Im Zuge der Rückbaumaßnahmen wurde im Herbst 2005 das erste der fünf Sternhäuser wieder abgerissen. Diese Maßnahmen wurden mit dem Abriss des letzten Sterns im Herbst 2011 abgeschlossen.

## Religion
In Niedersedlitz gibt es auf der Pfarrer-Schneider-Straße eine evangelisch-lutherische Kirche. Auf der Bismarckstraße 30 hat die Apostolische Gemeinschaft seit 1996 ihre Dresdner Gemeinde und ebenfalls auf der Bismarckstraße gibt es noch eine Kapelle der Baptisten. In der Straße des 17. Juni 25 befindet sich die Evangelisch-Freikirchliche Gemeinde Dresden Süd-Ost.

## Verkehr
Der S-Bahnhof Niedersedlitz liegt an der Bahnstrecke Pirna–Coswig und wird durch die Linien S 1 und S 2 bedient.
Über die Anschlussstelle Prohlis zwischen Kauscha und Goppeln und die Anschlussstelle Heidenau in Lockwitz ist die Bundesautobahn 17 zu erreichen.

## Persönlichkeiten
- Hans Hauswald (1906–unbekannt), Ingenieur und SA-Führer